# Julie Allemand
Julie Allemand (Luik, 7 juli 1996) is een Belgisch basketbalspeelster. Ze speelt als point-guard.
Ze speelde van 2011 tot 2016 bij de nationale ploeg bij de U16, U17, U18, U19 en U20. Sinds 2014 speelt ze bij de Belgian Cats. Hiermee werd ze in 2023 en 2025 Europees kampioen door tweemaal in de finale Spanje te verslaan.

## Carrière
Allemand speelde eerst voor de Belgische clubs BC Alleur, Point Chaud Sprimont voordat ze ging spelen voor het grote Castors Braine. In 2017 maakte ze haar debuut voor de Franse club Lyon ASVEL féminin waar ze speelde tot in 2020.
In 2020 ging ze spelen voor de Franse club Lattes Montpellier en het Amerikaanse Indiana Fever uit de WNBA. In Amerika was Allemand gemiddeld goed voor 5,8 assists per wedstrijd, enkel Courtney Vandersloot deed beter met 10 assists per wedstrijd. De Belgische spelverdeelster werd dat jaar verkozen in het team van beste nieuwkomers in de WNBA.
In 2021 ging ze na de Olympische Zomerspelen terug naar Lyon ASVEL féminin. Na enkele wedstrijden stopte ze een tijdje met basketbal omdat ze sukkelde met een burn-out na jarenlang zonder oponthoud te spelen. In het WNBA zomerseizoen van 2022 gaat ze spelen voor Chicago Sky.

## Palmares

### Clubs
Castors Braine
- Belgisch kampioen (3): 2014-2015, 2015-2016, 2016-2017
- Beker van België (2): 2014-2015, 2016-2017
- Finale van de Beker van België (1): 2015-2016
- Finale van de Europese Beker (1): 2014-2015

Lyon ASVEL
- Frans kampioen (1): 2018-2019 en 2022-2023
- Eurocup: 2022-2023

Fenerbahce
- 3e Euroleague: 2025

### Nationale teams
- Europees kampioen 2025 in Griekenland
- Europees kampioen 2023 in Slovenië
- 3e plaats op het Europees Kampioenschap: 2017,2021
- 5e plaats op het Europees Kampioenschap 2019
- 7e plaats Olypische Spelen in Tokio: 2021
- 4e plaats Wereldkampioenschap 2018
- 5e plaats Wereldkampioenschap 2022
- EYOF, European Youth Olympic Festival 2011 in Trabzon (Turkije)
- , finalist van het Europese kampioenschap U16 2011 in Cagliari (Italië)
- Vierde op het Europese kampioenschap U16 2012 in Miskolc (Hongarije)
- Zevende op het wereldkampioenschap U17 2012 in Amsterdam (Nederland)
- , finalist op het Europese kampioenschap U18 2013 in Sopron (Hongarije)
- , finalist op de Franstalige spelen 2013 in Nice (Frankrijk
- Vijfde op het Europese kampioenschap U18 2014 in Matosinhos (Portugal)
- Zesde op het wereldkampioenschap U19 in Chekhov en Moscou (Rusland)
- Vijfde op het Europees kampioenschap U20 2016 in Matosinhos (Portugal)

### Individuele prijzen
- Sportieve hoop van de provincie Luik in 2011
- Trofee van de Hoop van het Jaar van Wallonië en Brussel 2013
- Belgische hoop van het jaar 2012
- Belgische hoop van het jaar 2013 (na Kyara Linskens)
- Beste speler van het Europees kampioenschap U18 2013 in Sopron (Hongarije)
- Belgische hoop van het jaar 2014
- Belgische hoop van het jaar 2015
- Belgische hoop van het jaar 2014 volgens Basketfeminin.com
- Negentiende op het Sportgala voor de Internationale Hoop van het jaar 2015
- Belgische speelster van het jaar 2016
- Opgenomen in de All Stars Five van het Europese kampioenschap U20 2016 in Porto (Portugal)
- opgenomen in All Stars Five van het Europees kampioenschap 2021, 2023 en 2025